# 지구중력장 탐사위성

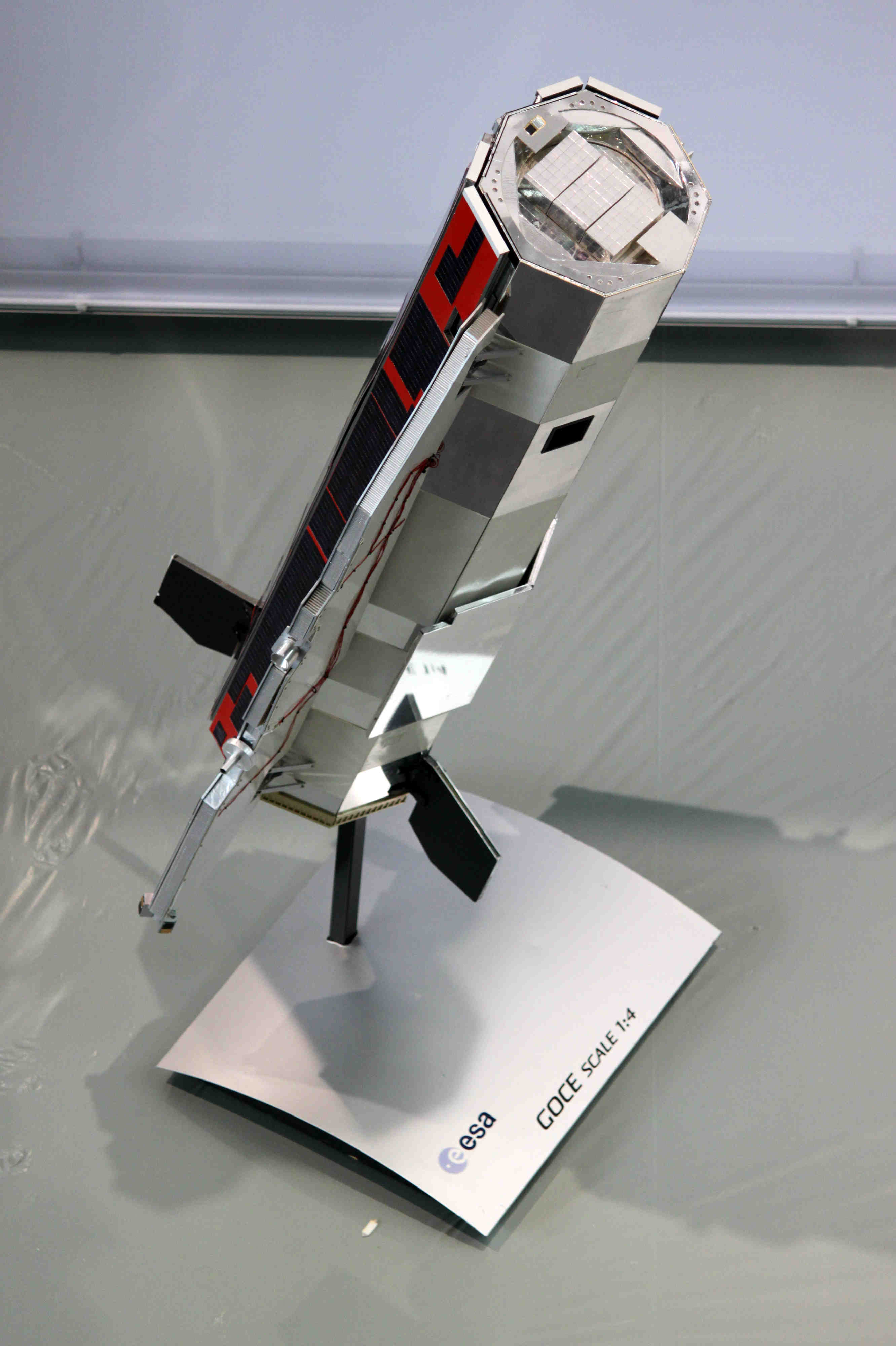

지구중력장 탐사위성(Gravity Field and Steady-State Ocean Circulation Explorer, GOCE, 발음: 고스)는 2009년 3월 17일 유럽 항공 우주국(ESA)에서 발사한 위성이다. 이 위성은 고감도 중력 경도측정기(gradiometer)를 탑재하여 지구 지각과 해양의 미세한 밀도 차이를 탐사한다. 위성의 원 명칭을 풀이하면, '중력장 및 정상상태 해양 순환 탐사기'이다.

## 이온 엔진
ESA는 2009년 고스 탐사선을 발사했다. 고도 250 km를 돌며, 최첨단인 T5 이온 엔진을 장착했다. 영국의 콰인티크사(Qinetiq)는 기존 이온 엔진보다 더 강력한 추진력을 얻을 수 있는 초속 50 km의 속도를 내는 T5 이온 엔진을 개발했다. 엔진 무게는 불과 3 kg이다. 고스 탐사선의 엔진으로 사용된다.
한편, 일본 JAXA는 지구 상공 180 km의 초저고도를 도는 신형 정찰위성을 개발중이다. 아리랑 정찰위성이 고도 800 km를 도는데 비해 약 5배 고도가 낮다. 기존의 1/5 비용으로 운용이 가능하다. 무게 500 kg 에 이온 엔진을 사용한다는 점이 하야부사 (탐사선)와 비슷하다. 기존 정찰위성이 고도 180 km를 돌지 못하는 이유는, 공기저항 때문이다. 떨어지는 속력을 보완해 주어야 하는 문제가 있다. 무게 20톤의 미국 정찰위성은 평소엔 고도가 높다가, 유사시에만 잠시 고도 180 km 로 하강하는데, 계속 고도 180 km를 유지하지는 못한다.